# Карловський Михайло Болеславович
Миха́йло Болесла́вович Карло́вський (нар. 26 травня 1968, Миколаїв) — український скульптор, художник, член Національної спілки художників України (з 1995).

## Біографія
Скульптор Михайло Карловський народився 26 травня 1968 року у Миколаєві.
1985 р. — закінчив середню загальноосвітню школу у м. Києві (Україна).
1987—1989 рр. — служба у радянської армії (Москва, Росія).
1989—1992 рр. — навчався на факультеті скульптури у київському Художньому інституті (КХІ, нині НАОМА: http://naoma.edu.ua/ua/), у майстернях професора Івана Васильовича Макогона (http://calendar.interesniy.kiev.ua/Event.aspx?id=2754) та Віктора Васильовича Сухенка (http://knpu.gov.ua/content/sukhenko-viktor-vasilovich).
1992—1994 рр. — навчався у Вищій школі мистецтв та дизайну «Бург Гібіхенштайн» у м. Галле — «Burg Giebichenstein Kunsthochschule Halle» (http://www.burg-halle.de/).
1995 р. — захистив диплом за спеціальністю «Скульптура» у Вищій школі мистецтв та дизайну «Бург Гибихенштайн».
1995 р. — вступив до Спілки художників України (нині — Київська організація Національної спілки художників України). http://konshu.org/section/sculpture/karlovskiy-mikhaylo.html
1995—1998 рр. — навчався в аспірантурі під керівництвом професора Берндта Гебеля.
Михайло Карловський живе та працює у Берліні та Києві.

### Сім'я
- Батько — Болеслав Карловський, український і радянський скульптор, член Національної спілки художників України (з 1974).

## Творчість
Скульптор Михайло Карловський послідовно працює у традиціях неокласики, що, загалом не суперечить апріорі цитатній концепції постмодернізму. Антропоцентричність його світогляду дозволяє митцю втілити будь-яку ідею у вигляді реалістично виконаних чоловічих, жіночих та дитячих фігур, що інтерпретують чи ілюструють суттєві роздуми, стани та настрої сучасної людини.
Герої біблійних історій та античних мітів — а це магістральна тематика станкової скульптури Михайла Карловського — втілюють архетипові переживання тих аспектів людської природи, які насправді так мало змінились під впливом цивілізації загалом та негативного досвіду іудео-християнських відносин зокрема. Торкаючись гострих чи проблемних питань, скульптор парадоксальним чином надає своїм героям обрисів, що фіксують відчуття світлої гармонії та спокою, що традиційно вирізняють класичні та неокласичні твори від, наприклад, експресивності, властивої творчому пошуку деяких представників постмодернізму.
Твори Михайла Карловського зберігаються, зокрема, у «Moritzburg Foundation» — художньому музеї Саксонії-Анхальт (Німеччина, Галле), у приватній колекції принца Монако, Альбера, а також в інших приватних збірках Німеччини, України, Бельгії, Франції, Канади, Великої Британії, Аргентини та США.

### Виставкова діяльність (Обране)
16–28.11. 2018 — Персональна виставка скульптури у Музеї історії Києва (Україна, Київ). // https://bigkiev.com.ua/v-kieve-prohodit-personalnaya-vystavka-skulptury-mihaila-karlovskogo/; https://uain.press/culture/dana-pinchevska-skulptura-myhajla-karlovskogo-980250; http://www.kyivhistorymuseum.org/uk/vystavkovi-proekty/mihaylo-karlovskiy.html
6–26.09.2018 — Персональна виставка «Історії Рош-га-Шана». Музей Шолом-Алейхема (Україна, Київ). // http://www.sholomaleichemmuseum.com/news/1/35.htm
10. 2017 — Участь у груповій виставці «Євроінтеграція», галерея «Митець» (Україна, Київ). // https://pre-party.com.ua/content/entry/evrointegracia-novaa-ekspozicia-v-galeree-mitec.html и https://youtu.be/4KW9moQlKsQ
28.09–28.10 2017 Персональна виставка в галереї «Koenitz» (Німеччина, Лейпциг) // http://www.galerie-koenitz.de/de/Ausstellungen/2017/Michael-Karlovski_2/Biografie_2.html
2015 — Галерея «Koenitz» (Німеччина, Лейпциг). // http://www.galerie-koenitz.de/de/Suchergebnisse.html?search=Michael+Karlovski
2014 — Виставка в галереї «Dr. W. Karger» (Німеччина, Берлін)
2012 — Виставка в галереї «Koenitz» (м. Лейпциг) // Кунсткрейс (Німеччина, Хаммельн)
2011 — Виставка в галереї «Dr. Stelzer и Zaglmaier» (Німеччина, Галле)
2010 — Виставка в галереї «Скульптура» (Німеччина, Бамберг)
2009 — Виставка в галереї «Sopfien-Edition» (Німеччина, Берлін)
2009 — Виставка в галереї «Rößler» (Німеччина, Берлін)
2009, лютий — участь у груповій виставці «Bilder von Tatiana Skalko-Karlovska und Skulpturen von Michael Karlovski» в галереї «Жандарменмаркт» (Німеччина, Берлін). // http://www.galerie-am-gendarmenmarkt.com/extern/extern.htm
02–15.10 2008 — Персональна виставка скульптури. Галерея «Триптих» (Україна, Київ) // https://www.t-gaw.com/archive-ua; https://www.kommersant.ru/doc/1036822
2008 — виставка у галереї «Dr. Stelzer» та «Zaglmaier» (Німеччина, Галле)
2007 — виставка в галереї «На площі площі собору» (Німеччина, Галле)
2006 — участь у виставці «Форум живопису» (Німеччина, Галле)
2004 — виставки в галереях «Dr. Stelzer» и «Zaglmaier» (Німеччина, Галле)
2002 — виставка в галереї «Вестфаль та Спілкер» (Німеччина, Лейпциг)
2001 — виставка у Фонді Франке (Німеччина, Галле)
виставка у галереї «ArtEast» (Україна, Київ)
1999, липень — виставка Михайла та Тетяни Карловських в галереї «ArtEast» (Україна, Київ). // https://day.kyiv.ua/ru/article/den-ukrainy/byl-li-angel
1996 — виставка у Фонді Франке [3] (Німеччина, Галле)

### Твори
1991 — скульптура «Очікування» у Кам'яному Броді на Сумщині (Україна)
1994 — Реконструкція фонтану «Ребека» у Дрездені (Німеччина) [5]
1998 — Дві фігури у будівлі давнього Лейпцигського ярмарку [6]
2008 — Меморіальна дошка професору Герману Гюнкелю у Галлі [7].